# Золотий глобус (63-тя церемонія вручення)
63-тя церемонія вручення нагород премії «Золотий глобус»

16 січня 2006 року
Найкращий фільм — драма: 
«Горбата гора»
Найкращий фільм —
комедія або мюзикл: 
«Переступити межу»
Найкращий телесеріал — драма: 
«Загублені»
Найкращий телесеріал —
комедія або мюзикл: 
«Відчайдушні домогосподарки»
Найкращий мінісеріал або телефільм: 
«Емпайр Фоллс»
< 62-га • Церемонії вручення • 64-та >
63-тя церемонія вручення нагород премії «Золотий глобус» за заслуги в галузі кінематографу і телебачення за 2005 рік, що відбулася 16 січня 2006 в готелі Беверлі-Гілтон (Беверлі-Гіллз, Лос-Анджелес, Каліфорнія). Номінантів оголосили 13 грудня 2005. Традиційну трансляцію заходу змушені були перенести з неділі на понеділок, через високі рейтинги телесеріалу «Відчайдушні домогосподарки», який виходив в етер у той самий проміжок часу і перебирав на себе глядацьку авдиторію.
Найбільшу кількість номінацій (7) зібрав американський кінофільм режисера Енга Лі «Горбата гора». Він також став лідером по кількості нагород, отримавши чотири перемоги в категоріях «Найкращий фільм — драма», «Найкраща режисерська робота», «Найкращий сценарій» та «Найкраща пісня». Першість серед серіалів дісталась мінісеріалу «Емпайр Фоллс» який був номінований в чотирьох категоріях і здобув дві перемоги за «Найкращий мінісеріал або телефільм» та «Найкращу чоловічу роль другого плану серіалу, мінісеріалу або телефільму», премію «Золотий глобус» отримав Пол Ньюман за роль Макса Робі. «Відчайдушні домогосподарки» випередили «Емпайр Фоллс» за кількістю номінацій, але здобули лише одну перемогу у категорії «Найкращий серіал — комедія або мюзикл».

## Список лауреатів і номінантів

### Кіно
Фільми з найбільшою кількістю нагород та номінацій
| Фільм                                     | Перемоги | Номінації |
| ----------------------------------------- | -------- | --------- |
| • «Горбата гора»                          | 4        | 7         |
| • «Переступити межу»                      | 3        | 3         |
| • «Відданий садівник»                     | 1        | 3         |
| • «Мемуари гейші»                         | 1        | 2         |
| • «Сиріана»                               | 1        | 2         |
| • «Трансамерика»                          | 1        | 2         |
| • «Капоте»                                | 1        | 1         |
| • «Рай сьогодні»                          | 1        | 1         |
| • «Добраніч, та нехай щастить»            | —        | 4         |
| • «Матч-пойнт»                            | —        | 4         |
| • «Продюсери»                             | —        | 4         |
| • «Місіс Гендерсон представляє»           | —        | 3         |
| • «Кальмар та кит»                        | —        | 3         |
| • «Хроніки Нарнії: Лев, чаклунка та шафа» | —        | 2         |
| • «Нокдаун»                               | —        | 2         |
| • «Зіткнення»                             | —        | 2         |
| • «Історія жорстокості»                   | —        | 2         |
| • «Кінг-Конг»                             | —        | 2         |
| • «Мюнхен»                                | —        | 2         |
| • «Північна країна»                       | —        | 2         |
| • «Гордість і упередження»                | —        | 2         |

• Переможці вказані першими і виділені окремим кольором.
| Категорія                                   | Лауреати і номінанти                                                                    | Лауреати і номінанти                                                                    |
| ------------------------------------------- | --------------------------------------------------------------------------------------- | --------------------------------------------------------------------------------------- |
| Найкращий фільм — драма                     | • «Горбата гора»                                                                        | • «Горбата гора»                                                                        |
| Найкращий фільм — драма                     | • «Відданий садівник»                                                                   |                                                                                         |
| Найкращий фільм — драма                     | • «Добраніч, та нехай щастить»                                                          |                                                                                         |
| Найкращий фільм — драма                     | • «Історія жорстокості»                                                                 |                                                                                         |
| Найкращий фільм — драма                     | • «Матч-пойнт»                                                                          |                                                                                         |
| Найкращий фільм — комедія або мюзикл        | • «Переступити межу»                                                                    | • «Переступити межу»                                                                    |
| Найкращий фільм — комедія або мюзикл        | • «Місіс Гендерсон представляє» / Mrs Henderson Presents                                |                                                                                         |
| Найкращий фільм — комедія або мюзикл        | • «Гордість і упередження»                                                              |                                                                                         |
| Найкращий фільм — комедія або мюзикл        | • «Продюсери» / The Producers                                                           |                                                                                         |
| Найкращий фільм — комедія або мюзикл        | • «Кальмар та кит» / The Squid and the Whale                                            |                                                                                         |
| Найкраща чоловіча роль — драма              |                                                                                         | • «Капоте» — Філіп Сеймур Гоффман за роль Трумена Капоте                                |
| Найкраща чоловіча роль — драма              | • «Нокдаун» — Рассел Кроу за роль Джеймса Бреддока                                      |                                                                                         |
| Найкраща чоловіча роль — драма              | • «Метушня і рух» — Терренс Говард за роль Діджея                                       |                                                                                         |
| Найкраща чоловіча роль — драма              | • «Горбата гора» — Гіт Леджер за роль Енніса Дельмара                                   |                                                                                         |
| Найкраща чоловіча роль — драма              | • «Добраніч, та нехай щастить» — Девід Стретейрн за роль Едварда Марроу                 |                                                                                         |
| Найкраща жіноча роль — драма                |                                                                                         | • «Трансамерика» — Фелісіті Гаффман за роль Брі Осборн                                  |
| Найкраща жіноча роль — драма                | • «Історія жорстокості» — Марія Белло за роль Еді Столл                                 |                                                                                         |
| Найкраща жіноча роль — драма                | • «Доказ» — Гвінет Пелтроу за роль Кетрін Поузі                                         |                                                                                         |
| Найкраща жіноча роль — драма                | • «Північна країна» — Шарліз Терон за роль Джозі Еймс                                   |                                                                                         |
| Найкраща жіноча роль — драма                | • «Мемуари гейші» — Чжан Цзиї за роль Чіо Сакамото                                      |                                                                                         |
| Найкраща чоловіча роль — комедія або мюзикл |                                                                                         | • «Переступити межу» — Хоакін Фенікс за роль Джонні Кеша                                |
| Найкраща чоловіча роль — комедія або мюзикл | • «Матадор» — Пірс Броснан за роль Джуліана Нобла                                       |                                                                                         |
| Найкраща чоловіча роль — комедія або мюзикл | • «Кальмар та кит» — Джефф Деніелс за роль Бернарда Беркмана                            |                                                                                         |
| Найкраща чоловіча роль — комедія або мюзикл | • «Чарлі і шоколадна фабрика» — Джонні Депп за роль Віллі Вонки                         |                                                                                         |
| Найкраща чоловіча роль — комедія або мюзикл | • «Продюсери» — Натан Лейн за роль Макса Біалістока                                     |                                                                                         |
| Найкраща чоловіча роль — комедія або мюзикл | • «Сніданок на Плутоні» — Кілліан Мерфі за роль Патріка Брейдена                        |                                                                                         |
| Найкраща жіноча роль — комедія або мюзикл   |                                                                                         | • «Переступити межу» — Різ Візерспун за роль Джун Картер Кеш                            |
| Найкраща жіноча роль — комедія або мюзикл   | • «Місіс Гендерсон представляє» — Джуді Денч за роль Лори Гендерсон                     |                                                                                         |
| Найкраща жіноча роль — комедія або мюзикл   | • «Гордість і упередження» — Кіра Найтлі за роль Елізабет Беннет                        |                                                                                         |
| Найкраща жіноча роль — комедія або мюзикл   | • «Кальмар та кит» — Лора Лінні за роль Джоани Беркмен                                  |                                                                                         |
| Найкраща жіноча роль — комедія або мюзикл   | • «Камінь сім'ї Стоунів» — Сара Джессіка Паркер за роль Мередіт Мортон                  |                                                                                         |
| Найкраща чоловіча роль другого плану        |                                                                                         | • «Сиріана» — Джордж Клуні за роль Роберта «Боба» Барнса                                |
| Найкраща чоловіча роль другого плану        | • «Зіткнення» — Метт Діллон за роль Джона Раяна                                         |                                                                                         |
| Найкраща чоловіча роль другого плану        | • «Продюсери» — Вілл Феррелл за роль Франца Лібкінда                                    |                                                                                         |
| Найкраща чоловіча роль другого плану        | • «Нокдаун» — Пол Джаматті за роль Джо Гоулда                                           |                                                                                         |
| Найкраща чоловіча роль другого плану        | • «Місіс Гендерсон представляє» — Боб Госкінс за роль Вів'єн Ван Дамм                   |                                                                                         |
| Найкраща жіноча роль другого плану          |                                                                                         | • «Відданий садівник» — Рейчел Вайс за роль Тесси Квейл                                 |
| Найкраща жіноча роль другого плану          | • «Матч-пойнт» — Скарлетт Йоганссон за роль Ноли Райс                                   |                                                                                         |
| Найкраща жіноча роль другого плану          | • «Хочу бути тобою» — Ширлі Маклейн за роль Елли Гірш                                   |                                                                                         |
| Найкраща жіноча роль другого плану          | • «Північна країна» — Френсіс Макдорманд за роль Глорії Додж                            |                                                                                         |
| Найкраща жіноча роль другого плану          | • «Горбата гора» — Мішель Вільямс за роль Альми Бірс                                    |                                                                                         |
| Найкраща режисерська робота                 |                                                                                         | • «Горбата гора» — Енг Лі                                                               |
| Найкраща режисерська робота                 | • «Матч-пойнт» — Вуді Аллен                                                             |                                                                                         |
| Найкраща режисерська робота                 | • «Кінг-Конг» — Пітер Джексон                                                           |                                                                                         |
| Найкраща режисерська робота                 | • «Мюнхен» — Стівен Спілберг                                                            |                                                                                         |
| Найкраща режисерська робота                 | • «Добраніч, та нехай щастить» — Джордж Клуні                                           |                                                                                         |
| Найкраща режисерська робота                 | • «Відданий садівник» — Фернанду Мейрелліш                                              |                                                                                         |
| Найкращий сценарій                          | • «Горбата гора» — Ларрі МакМертрі, Діана Оссана                                        | • «Горбата гора» — Ларрі МакМертрі, Діана Оссана                                        |
| Найкращий сценарій                          | • «Зіткнення» — Пол Гаґґіс, Боббі Мореско                                               |                                                                                         |
| Найкращий сценарій                          | • «Добраніч, та нехай щастить» — Джордж Клуні, Ґрант Геслоу                             |                                                                                         |
| Найкращий сценарій                          | • «Матч-пойнт» — Вуді Аллен                                                             |                                                                                         |
| Найкращий сценарій                          | • «Мюнхен» — Тоні Кушнер, Ерік Рот                                                      |                                                                                         |
| Найкраща музика                             | • «Мемуари гейші» — Джон Вільямс                                                        | • «Мемуари гейші» — Джон Вільямс                                                        |
| Найкраща музика                             | • «Горбата гора» — Густаво Сантаолалья                                                  |                                                                                         |
| Найкраща музика                             | • «Кінг-Конг» — Джеймс Ньютон Говард                                                    |                                                                                         |
| Найкраща музика                             | • «Сиріана» — Александр Деспла                                                          |                                                                                         |
| Найкраща музика                             | • «Хроніки Нарнії: Лев, чаклунка та шафа» — Гаррі Греґсон-Вільямс                       |                                                                                         |
| Найкраща пісня                              | • «Горбата гора» — «A Love That Will Never Grow Old» — Густаво Сантаолалья, Берні Топін | • «Горбата гора» — «A Love That Will Never Grow Old» — Густаво Сантаолалья, Берні Топін |
| Найкраща пісня                              | • «Кохання на Різдво» — «Christmas in Love» — Тоні Реніс, Марва Джен Марроу             |                                                                                         |
| Найкраща пісня                              | • «Хроніки Нарнії: Лев, чаклунка та шафа» — «Wunderkind» — Аланіс Моріссетт             |                                                                                         |
| Найкраща пісня                              | • «Продюсери» — «There's Nothing Like a Show on Broadway» — Мел Брукс                   |                                                                                         |
| Найкраща пісня                              | • «Трансамерика» — «Travelin' Thru» — Доллі Партон                                      |                                                                                         |
| Найкращий фільм іноземною мовою             | • «Рай сьогодні» / «Al Jannah al-Aan» (Ізраїль)                                         | • «Рай сьогодні» / «Al Jannah al-Aan» (Ізраїль)                                         |
| Найкращий фільм іноземною мовою             | • «Розбірки в стилі кунг-фу» (Китай)                                                    |                                                                                         |
| Найкращий фільм іноземною мовою             | • «Щасливого Різдва» (Франція)                                                          |                                                                                         |
| Найкращий фільм іноземною мовою             | • «Клятва» / «Wújí» (Китай)                                                             |                                                                                         |
| Найкращий фільм іноземною мовою             | • «Цоці» (ПАР)                                                                          |                                                                                         |

### Телебачення
Телесеріали з найбільшою кількістю нагород та номінацій
| Фільм                          | Перемоги | Номінації |
| ------------------------------ | -------- | --------- |
| • «Емпайр Фоллс»               | 2        | 4         |
| • «Відчайдушні домогосподарки» | 1        | 5         |
| • «Головнокомандуючий»         | 1        | 3         |
| • «Елвіс»                      | 1        | 3         |
| • «Анатомія Грей»              | 1        | 3         |
| • «Загублені»                  | 1        | 3         |
| • «Косяки»                     | 1        | 3         |
| • «Блюзи Лекаванни»            | 1        | 2         |
| • «Доктор Хаус»                | 1        | 1         |
| • «Офіс»                       | 1        | 1         |
| • «Ворм-Спрінгс»               | —        | 3         |
| • «Угамуй свій запал»          | —        | 2         |
| • «Антураж»                    | —        | 2         |
| • «Дівчина в кав'ярні»         | —        | 2         |
| • «Торгівля людьми»            | —        | 2         |
| • «Мене звати Ерл»             | —        | 2         |
| • «Втеча з в'язниці»           | —        | 2         |
| • «Рим»                        | —        | 2         |

| Категорія                                                                | Лауреати і номінанти                                                   | Лауреати і номінанти                                        |
| ------------------------------------------------------------------------ | ---------------------------------------------------------------------- | ----------------------------------------------------------- |
| Найкращий серіал — драма                                                 | • «Загублені»                                                          | • «Загублені»                                               |
| Найкращий серіал — драма                                                 | • «Головнокомандуючий» / Commander in Chief                            |                                                             |
| Найкращий серіал — драма                                                 | • «Анатомія Грей»                                                      |                                                             |
| Найкращий серіал — драма                                                 | • «Втеча з в'язниці»                                                   |                                                             |
| Найкращий серіал — драма                                                 | • «Рим»                                                                |                                                             |
| Найкращий серіал — комедія або мюзикл                                    | • «Відчайдушні домогосподарки»                                         | • «Відчайдушні домогосподарки»                              |
| Найкращий серіал — комедія або мюзикл                                    | • «Угамуй свій запал»                                                  |                                                             |
| Найкращий серіал — комедія або мюзикл                                    | • «Антураж»                                                            |                                                             |
| Найкращий серіал — комедія або мюзикл                                    | • «Всі ненавидять Кріса» / Everybody Hates Chris                       |                                                             |
| Найкращий серіал — комедія або мюзикл                                    | • «Мене звати Ерл»                                                     |                                                             |
| Найкращий серіал — комедія або мюзикл                                    | • «Косяки»                                                             |                                                             |
| Найкращий мінісеріал або телефільм                                       | • «Емпайр Фоллс» / Empire Falls                                        | • «Емпайр Фоллс» / Empire Falls                             |
| Найкращий мінісеріал або телефільм                                       | • «На захід» / Into the West                                           |                                                             |
| Найкращий мінісеріал або телефільм                                       | • «Блюзи Лекаванни» / Lackawanna Blues                                 |                                                             |
| Найкращий мінісеріал або телефільм                                       | • «Таємний агент» / Sleeper Cell                                       |                                                             |
| Найкращий мінісеріал або телефільм                                       | • «Хай живе Блекпул» / Viva Blackpool                                  |                                                             |
| Найкращий мінісеріал або телефільм                                       | • «Ворм-Спрінгс» / Warm Springs                                        |                                                             |
| Найкраща чоловіча роль серіалу — драма                                   |                                                                        | • «Доктор Хаус» — Г'ю Лорі за роль Грегорі Хауса            |
| Найкраща чоловіча роль серіалу — драма                                   | • «Анатомія Грей» — Патрік Демпсі за роль Дерека Шепарда               |                                                             |
| Найкраща чоловіча роль серіалу — драма                                   | • «Загублені» — Метью Фокс за роль Джека Шепарда                       |                                                             |
| Найкраща чоловіча роль серіалу — драма                                   | • «Втеча з в'язниці» — Вентворт Міллер за роль Майкла Скофілда         |                                                             |
| Найкраща чоловіча роль серіалу — драма                                   | • «24» — Кіфер Сазерленд за роль Джека Бауера                          |                                                             |
| Найкраща жіноча роль серіалу — драма                                     |                                                                        | • «Головнокомандуючий» — Джина Девіс за роль Маккензі Аллен |
| Найкраща жіноча роль серіалу — драма                                     | • «Рим» — Поллі Вокер за роль Атії                                     |                                                             |
| Найкраща жіноча роль серіалу — драма                                     | • «Щит» — Гленн Клоуз за роль Моніки Роулінг                           |                                                             |
| Найкраща жіноча роль серіалу — драма                                     | • «Шукачка» — Кіра Седжвік за роль Бренди Лі Джонсон                   |                                                             |
| Найкраща жіноча роль серіалу — драма                                     | • «Медіум» — Патриція Аркетт за роль Аллісон ДюБуа                     |                                                             |
| Найкраща чоловіча роль серіалу — комедія або мюзикл                      |                                                                        | • «Офіс» — Стів Карелл за роль Майкла Скотта                |
| Найкраща чоловіча роль серіалу — комедія або мюзикл                      | • «Клініка» — Зак Брафф за роль Джона Доріана                          |                                                             |
| Найкраща чоловіча роль серіалу — комедія або мюзикл                      | • «Угамуй свій запал» — Ларрі Девід за роль Ларрі Девіда               |                                                             |
| Найкраща чоловіча роль серіалу — комедія або мюзикл                      | • «Мене звати Ерл» — Джейсон Лі за роль Ерла Хікі                      |                                                             |
| Найкраща чоловіча роль серіалу — комедія або мюзикл                      | • «Два з половиною чоловіки» — Чарлі Шин за роль Чарлі Гарпера         |                                                             |
| Найкраща жіноча роль серіалу — комедія або мюзикл                        |                                                                        | • «Косяки» — Мері-Луїз Паркер за роль Ненсі Ботвін          |
| Найкраща жіноча роль серіалу — комедія або мюзикл                        | • «Відчайдушні домогосподарки» — Марсія Кросс за роль Брі Ван де Камп  |                                                             |
| Найкраща жіноча роль серіалу — комедія або мюзикл                        | • «Відчайдушні домогосподарки» — Тері Гетчер за роль Сьюзен Маєр       |                                                             |
| Найкраща жіноча роль серіалу — комедія або мюзикл                        | • «Відчайдушні домогосподарки» — Фелісіті Хаффман за роль Лінетт Скаво |                                                             |
| Найкраща жіноча роль серіалу — комедія або мюзикл                        | • «Відчайдушні домогосподарки» — Єва Лонгорія за роль Габриель Соліс   |                                                             |
| Найкраща чоловіча роль мінісеріалу або телефільму                        |                                                                        | • «Елвіс» — Джонатан Ріс-Маєрс за роль Елвіса Преслі        |
| Найкраща чоловіча роль мінісеріалу або телефільму                        | • «Ворм-Спрінгс» — Кеннет Брана за роль Франкліна Делано Рузвельта     |                                                             |
| Найкраща чоловіча роль мінісеріалу або телефільму                        | • «Емпайр Фоллс» — Ед Гарріс за роль Майлза Робі                       |                                                             |
| Найкраща чоловіча роль мінісеріалу або телефільму                        | • «Дівчина в кав'ярні» — Білл Наї за роль Лоренса                      |                                                             |
| Найкраща чоловіча роль мінісеріалу або телефільму                        | • «Торгівля людьми» — Дональд Сазерленд за роль Білла Мігана           |                                                             |
| Найкраща жіноча роль мінісеріалу або телефільму                          |                                                                        | • «Блюзи Лекаванни» — Епата Меркерсон за роль Рейчел Кросбі |
| Найкраща жіноча роль мінісеріалу або телефільму                          | • «Їхні очі бачили бога» — Геллі Беррі за роль Джені Кроуфорд          |                                                             |
| Найкраща жіноча роль мінісеріалу або телефільму                          | • «Дівчина в кав'ярні» — Келлі Макдональд за роль Джини                |                                                             |
| Найкраща жіноча роль мінісеріалу або телефільму                          | • «Ворм-Спрінгс» — Синтія Ніксон за роль Елеонори Рузвельт             |                                                             |
| Найкраща жіноча роль мінісеріалу або телефільму                          | • «Торгівля людьми» — Міра Сорвіно за роль Каті Морозової              |                                                             |
| Найкраща чоловіча роль другого плану серіалу, мінісеріалу або телефільму |                                                                        | • «Емпайр Фоллс» — Пол Ньюман за роль Макса Робі            |
| Найкраща чоловіча роль другого плану серіалу, мінісеріалу або телефільму | • «Загублені» — Невін Ендрюс за роль Саїда Джарра                      |                                                             |
| Найкраща чоловіча роль другого плану серіалу, мінісеріалу або телефільму | • «Антураж» — Джеремі Півен за роль Арі Голда                          |                                                             |
| Найкраща чоловіча роль другого плану серіалу, мінісеріалу або телефільму | • «Елвіс» — Ренді Куейд за роль Тома Паркера                           |                                                             |
| Найкраща чоловіча роль другого плану серіалу, мінісеріалу або телефільму | • «Головнокомандуючий» — Дональд Сазерленд за роль Натана Темплтона    |                                                             |
| Найкраща жіноча роль другого плану серіалу, мінісеріалу або телефільму   |                                                                        | • «Анатомія Грей» — Сандра О за роль Крістіни Янг           |
| Найкраща жіноча роль другого плану серіалу, мінісеріалу або телефільму   | • «Бостонське правосуддя» — Кендіс Берген за роль Ширлі Шмідт          |                                                             |
| Найкраща жіноча роль другого плану серіалу, мінісеріалу або телефільму   | • «Елвіс» — Кемрін Менхайм за роль Гледіс Преслі                       |                                                             |
| Найкраща жіноча роль другого плану серіалу, мінісеріалу або телефільму   | • «Косяки» — Елізабет Перкінс за роль Силії Гоудз                      |                                                             |
| Найкраща жіноча роль другого плану серіалу, мінісеріалу або телефільму   | • «Емпайр Фоллс» — Джоан Вудворд за роль Франсін Вітінг                |                                                             |

## Спеціальні нагороди
| Премія імені Сесіля Б. Де Мілля (Нагорода за внесок у кінематограф) |  | Ентоні Гопкінс британський та американський актор і режисер валлійського походження |
| Міс «Золотий глобус» (Символічний титул)                            |  | Дакота Джонсон донька актора Дона Джонсона та актриси Мелані Гріффіт                |